# Милгравис (канал)
Ми́лгравис (латыш. Mīlgrāvis) — канал в Северном районе города Риги, соединяющий озеро Кишэзерс с Даугавой (её протоком Саркандаугавой). Длина канала — 1,6 км.
Прорыт монахами Даугавгривского монастыря в 1266 году как водоток для работы монастырских водяных мельниц, что и дало название каналу (нем. Mühlgraben — Мельничный канал).
В XIX веке русло канала было значительно расширено (до 200 м) и углублено (до 9 м) для устройства в нём удобной гавани для нужд Рижского порта. Здесь была построена 1,5-километровая пристань и многочисленные склады, к которым в 1872 году подвели железнодорожную линию.
Канал пересекает построенный в 1964 году автодорожный Милгравский мост (соединяет улицу Милгравья и Яунциема гатве) и построенный в 1933 году железнодорожный мост.
По названию канала именуются также микрорайоны Риги — Милгравис (Яунмилгравис) и Вецмилгравис, расположенные на его берегах (на южном и северном соответственно).